# Blackburn Buccaneer
Die Blackburn Buccaneer war ein zweistrahliges Kampfflugzeug der Zeit des Kalten Krieges aus britischer Produktion. Sie wurde als „Modell B-103“ von Blackburn Aircraft entwickelt; nachdem das Unternehmen von Hawker Siddeley übernommen worden war, wurde sie oft auch als Hawker Siddeley Buccaneer bezeichnet. Das Flugzeug war bei der Royal Navy und der Royal Air Force eingesetzt und für Tiefflugangriffe vorgesehen.

## Geschichte
Als die sowjetische Marine in den frühen 1950er-Jahren die leichten Kreuzer der Swerdlow-Klasse in Dienst stellte, forderte die Royal Navy ein spezielles Tiefangriffsflugzeug, das die atlantischen Konvoirouten mit konventionellen bzw. nuklearen Waffen verteidigen sollte. Im Juni 1952 wurde die Forderung (Naval Staff Requirement) NA.39 herausgegeben. In ihr war ein auf Flugzeugträgern einsetzbares Flugzeug mit Faltflügeln und zwei Mann Besatzung gefordert, das Mach 0,85 in 60 m Höhe erreichen sollte. Die Reichweite sollte 400 NM (740 km) betragen. Als Bewaffnung waren Nuklearwaffen in einem Bombenschacht gefordert. Daraufhin gab das britische Ministry of Supply im August 1952 die gleichlautende Ausschreibung M.148T heraus.
Gewinner der Ausschreibung wurde das von Konstrukteur B. P. Laight entworfene „Projekt B-103“. Aus Geheimhaltungsgründen bezeichnete man das Flugzeug als BNA (Blackburn Naval Aircraft = Blackburn Marineflugzeug) oder BANA (Blackburn Advanced Naval Aircraft = fortgeschrittenes Blackburn Marineflugzeug), was zu dem Spitznamen „Banana Jet“ führte.
Der Erstflug des ersten Prototyps (RAF-Seriennummer XK486) fand in RAE Bedford statt, wohin er per Straßentransport vom Blackburnwerk Brough überführt worden war, da man die werkseigene Start- und Landebahn in Holme-on-Spalding Moor (HoSM) für zu kurz hielt. Ab dem zweiten Prototyp wurden jedoch alle weiteren Erstflüge von HoSM aus durchgeführt.

## Technik

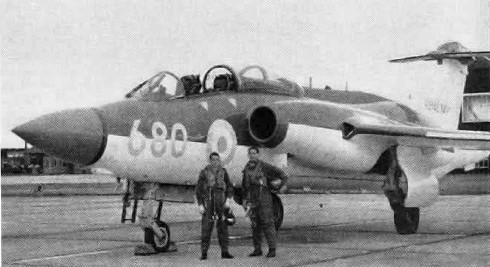
Buccaneer S.1, 700Z NAS, etwa 1961

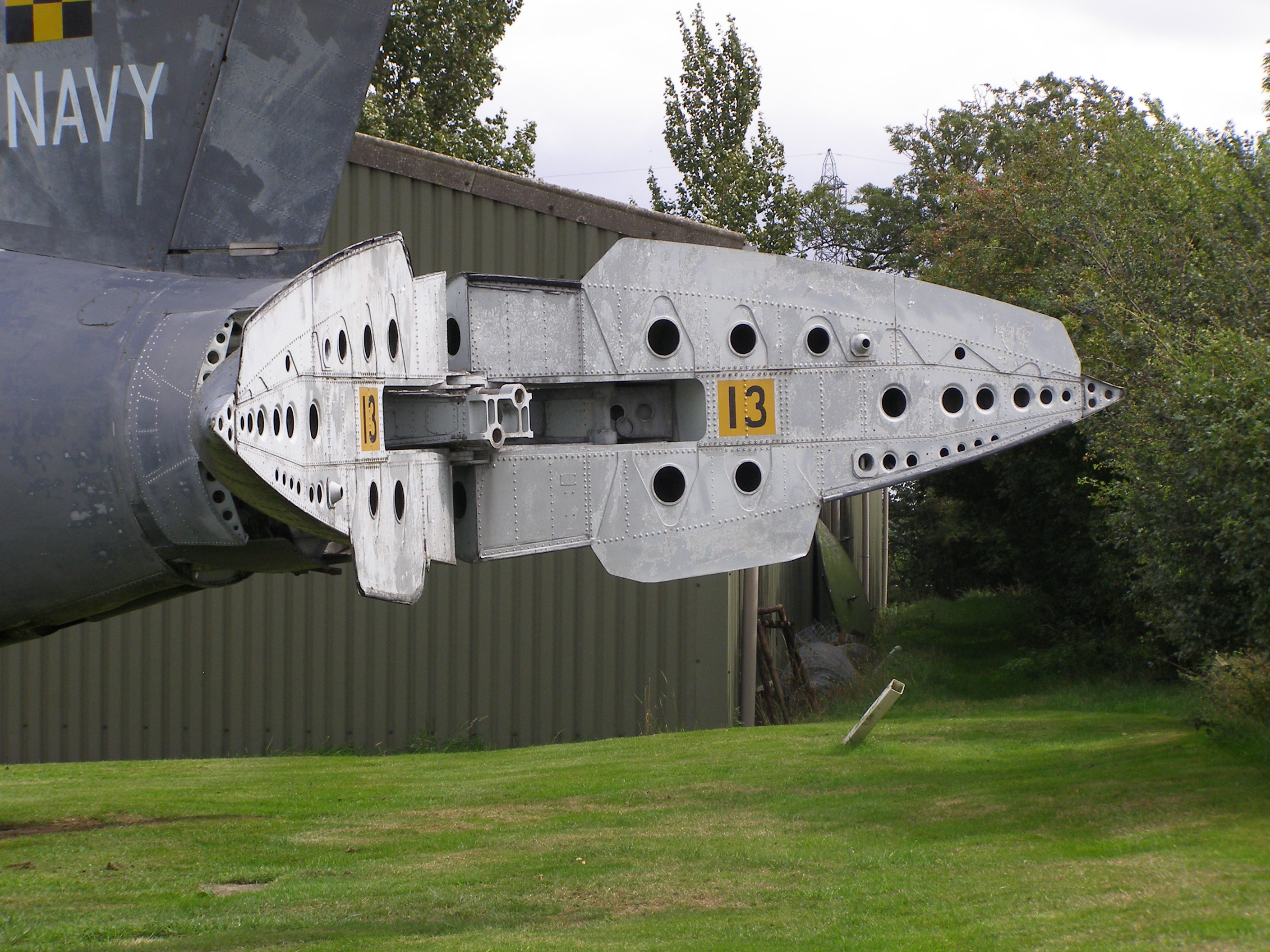
Luftbremse der Buccaneer

Die Buccaneer war als Mitteldecker mit zwei Triebwerken ausgelegt, wobei die zwei Mann Besatzung hintereinander saßen. Eine konstruktive Besonderheit dabei war, dass der hintere Sitzplatz mit einer eigenen Windschutzscheibe vom Piloten abgetrennt war. Das Kanzeldach war einteilig und wurde zum Öffnen über den Rumpfrücken zurück geschoben. Der Rumpf war nach damals neuesten aerodynamischen Erkenntnissen mit einer „Wespentaille“ nach der Flächenregel konstruiert. Die Höhenflosse des T-Leitwerks war zur leichteren Trimmung voll beweglich als Pendelruder ausgeführt. Zur Verringerung der Landegeschwindigkeit auf Flugzeugträgern erhielt das Flugzeug angeblasene Landeklappen. Allerdings mussten dazu zur Erzeugung der notwendigen Zapfluft die Triebwerke auch im Langsamflug mit hoher Leistung laufen. Deshalb landete das Flugzeug mit dem charakteristischen, als Luftbremse gespreizten Heckkonus. Der Bombenschacht war rotierend ausgelegt. Ferner konnte die Flugzeugnase mit dem Radar um 180° nach links abgeklappt werden, was die Unterbringung in den Hangars der relativ kleinen britischen Flugzeugträger erleichtern sollte.
Die erste Serienversion Buccaneer S.1 litt unter den zu schwachen Triebwerken de Havilland Gyron Junior Mk 101, wodurch die Maschinen nicht voll aufgetankt und bewaffnet starten konnten. Man behalf sich damit, dass die Flugzeuge voll bewaffnet starteten und in der Luft von Supermarine Scimitar aufgetankt wurden. Die Buccaneer S.2 wurde deshalb mit Rolls-Royce-Spey-Triebwerken ausgerüstet, die 40 % mehr Schub bei gleichzeitig stark verringertem Treibstoffverbrauch lieferten. Die S.1 wurden deshalb schon im November 1966 ausgemustert.
Bereits im Januar 1963 bestellte Südafrika 16 S.2 mit Bristol-Siddeley-BS.605-Starthilferaketen, um besser von den hoch gelegenen und heißen Basen in Südafrika starten zu können. Die 16 Flugzeuge wurden als „S.50“ ausgeliefert, eine stürzte jedoch vor der Übergabe an die südafrikanische Luftwaffe ab.
Im November 1968 wurde die Buccaneer auch für die Royal Air Force als Ersatz für die English Electric Canberra geordert, obwohl die RAF das Flugzeug ursprünglich abgelehnt hatte. Grund war die Streichung der eigentlich vorgesehenen BAC TSR.2 bzw. der General Dynamics F-111K. Die RAF erhielt daraufhin 46 S.2B. Diese hatten eine Avionik-Ausrüstung der RAF, einen vergrößerten Bombenschacht zur Aufnahme eines Zusatztanks und konnten mit AS.37-Martel-Luft-Boden-Flugkörpern ausgerüstet werden.

## Versionen

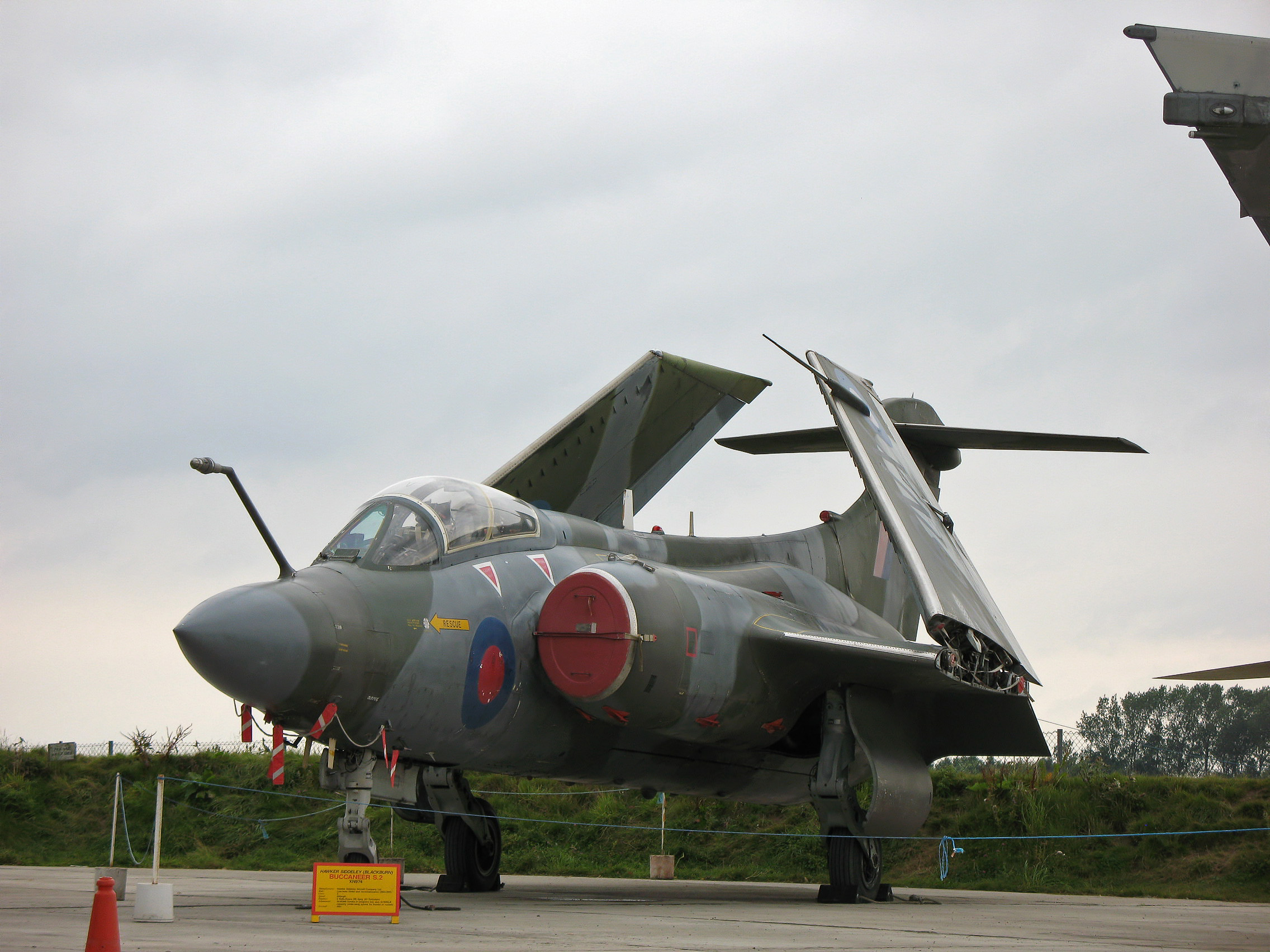
RAF Buccaneer S.2A mit gefalteten Tragflächen

Für die Streitkräfte des Vereinigten Königreiches wurden folgende Baureihen entwickelt (Zu den Baureihenbezeichnungen siehe die Informationen über das Bezeichnungssystem britischer Luftfahrzeuge).
Blackburn NA.39
Vorserienflugzeuge, 20 gebaut.
Buccaneer S.1
Serienversion der Royal Navy (RN) mit de-Havilland-Gyron-Junior-Triebwerk, 40 gebaut.
Buccaneer S.2
S.1 mit Rolls-Royce-Spey-Triebwerk, 84 gebaut.
Buccaneer S.2A
Bezeichnung der Royal Air Force (RAF) für von der RN übernommene S.2, 62 Stück
Buccaneer S.2B
Version mit Avionik-Ausrüstung der RAF, vergrößertem Bombenschacht zur Aufnahme eines Zusatztanks, Bewaffnung mit AS.37-Martel-Luft-Boden-Flugkörpern. 46 von 1973 bis 1977 gebaut (sowie drei umgerüstete S.2A).
Buccaneer S.2C
S.2 mit verbesserter Avionik, neun umgebaut
Buccaneer S.2D
1975 modifizierte S.2 der Royal Navy, die mit AS.37-Martel-Luft-Boden-Flugkörpern ausgerüstet werden konnten, 15 umgebaut
Die folgende Version war die Bezeichnung für den Export nach Südafrika
Buccaneer S.50
manuelle Betätigung der Faltflügel, Ausrüstung mit Starthilferaketen, 16 gebaut.
- Da es keine Trainerversion der Buccaneer gab, wurden Hawker Hunter T.8 zur Umschulung mit einer der Buccaneer ähnlichen Cockpit-Ausrüstung versehen.[3]
- Die RAF erhielt insgesamt 62 S.2/C/D von der Royal Navy und modifizierte diese zu „S.2B“. Viele Buccaneer der RAF wurden zudem modifiziert.
- Als im Februar 1980 eine Buccaneer S.2B bei einer Red-Flag-Tiefflugübung in den USA auseinanderbrach, erhielten die Maschinen Startverbot. Außer bei den für die Seezielbekämpfung eingesetzten Flugzeugen zeigte sich eine starke Materialermüdung der Flugzeugzelle durch die Tiefflugeinsätze. In der Folge wurde bei 60 Maschinen die Zelle verstärkt.

## Nutzer

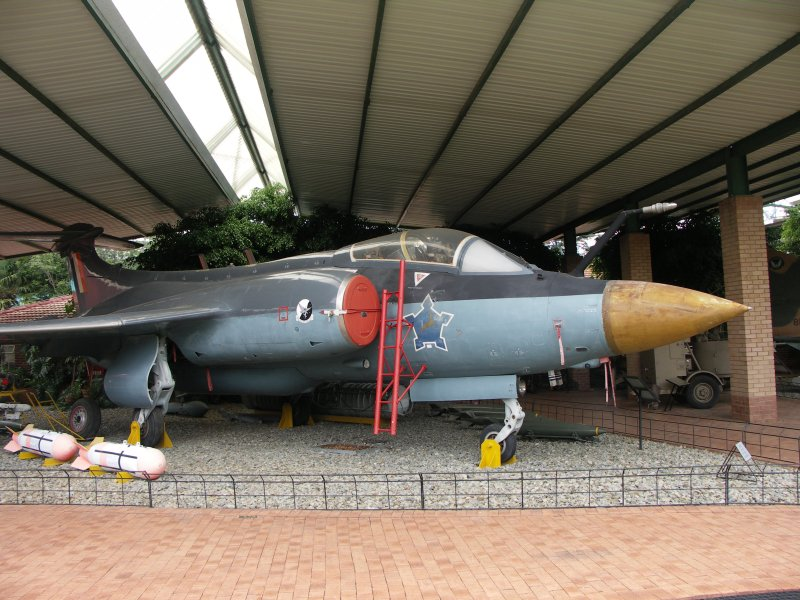
Südafrikanische Buccaneer S.50

### Nutzerstaaten
Südafrika
South African Air Force
No. 24 Squadron
Thunder City, eine Privatfirma
 Vereinigtes Königreich
Royal Air Force
No. 12 Squadron
No. XV Squadron
No. 16 Squadron
No. 208 Squadron
No. 216 Squadron
No. 237 Operational Conversion Unit
Royal Navy, Fleet Air Arm
700Z/700B Naval Air Squadron (Trainingsstaffel)
736 Naval Air Squadron (Trainingsstaffel)
800 Naval Air Squadron
801 Naval Air Squadron
803 Naval Air Squadron
809 Naval Air Squadron

### Stationierungsorte in Deutschland
- Royal Air Force Germany
  - RAF Laarbruch, Januar 1971 bis Februar 1984, Buccaneer S.2B (15. und 16. Squadron)

## Einsatz

### Royal Navy

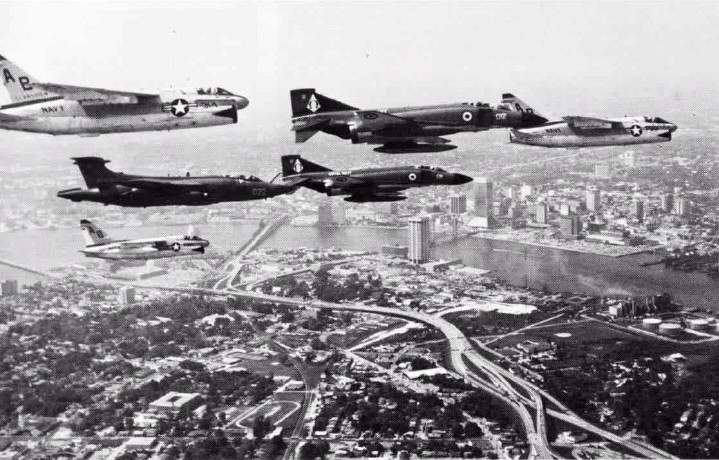
Eine Buccaneer S.2D der 809 Naval Air Squadron 1976 neben drei A-7 Corsair und zwei F-4 Phantom

Ab 1962 setzte die Royal Navy die Buccaneer ein. Insgesamt flogen sechs Staffeln das Flugzeug, vier davon von den Flugzeugträgern Victorious, Eagle, Ark Royal und Hermes.
Die Buccaneer wurde von den Briten an den Krisenherden der 1960er-Jahre eingesetzt, so bei der „Beira-Patrouille“ nach der Unabhängigkeitserklärung Südrhodesiens 1964 oder dem britischen Rückzug aus Aden 1967. Dabei kam es jedoch zu keinen Kampfeinsätzen.
Im Jahr 1967 „versenkten“ Buccaneers den Tanker Torrey Canyon, der vor Land’s End auf Grund gelaufen war, mit Sprengbomben; die Aufgabe war es auch, das Rohöl zu entzünden, wofür verschiedene Flugzeuge Napalm und Kerosin abwarfen. Noch nie war ein derart großes Schiff von einem Flugzeug versenkt worden.
Im Jahr 1972 zeigten zwei Buccaneer Präsenz über Belize, als die Gefahr bestand, dass Guatemala die Kolonie, welche es als eigene Provinz betrachtete, besetzen würde. Der sechsstündige Flug, ausgeführt mit zwei zusätzlichen Buccaneer-Tankern, war der längste Einsatz von Buccaneers und hatte möglicherweise die nur mit P-51 Mustang ausgerüsteten guatemaltekischen Streitkräfte lange genug von einem Einsatz abgehalten, bis der Flugzeugträger tatsächlich in Einsatzreichweite war.
Mit der Außerdienststellung des Flugzeugträgers Ark Royal 1978 endete der Einsatz der Buccaneer bei der Royal Navy.

### Royal Air Force

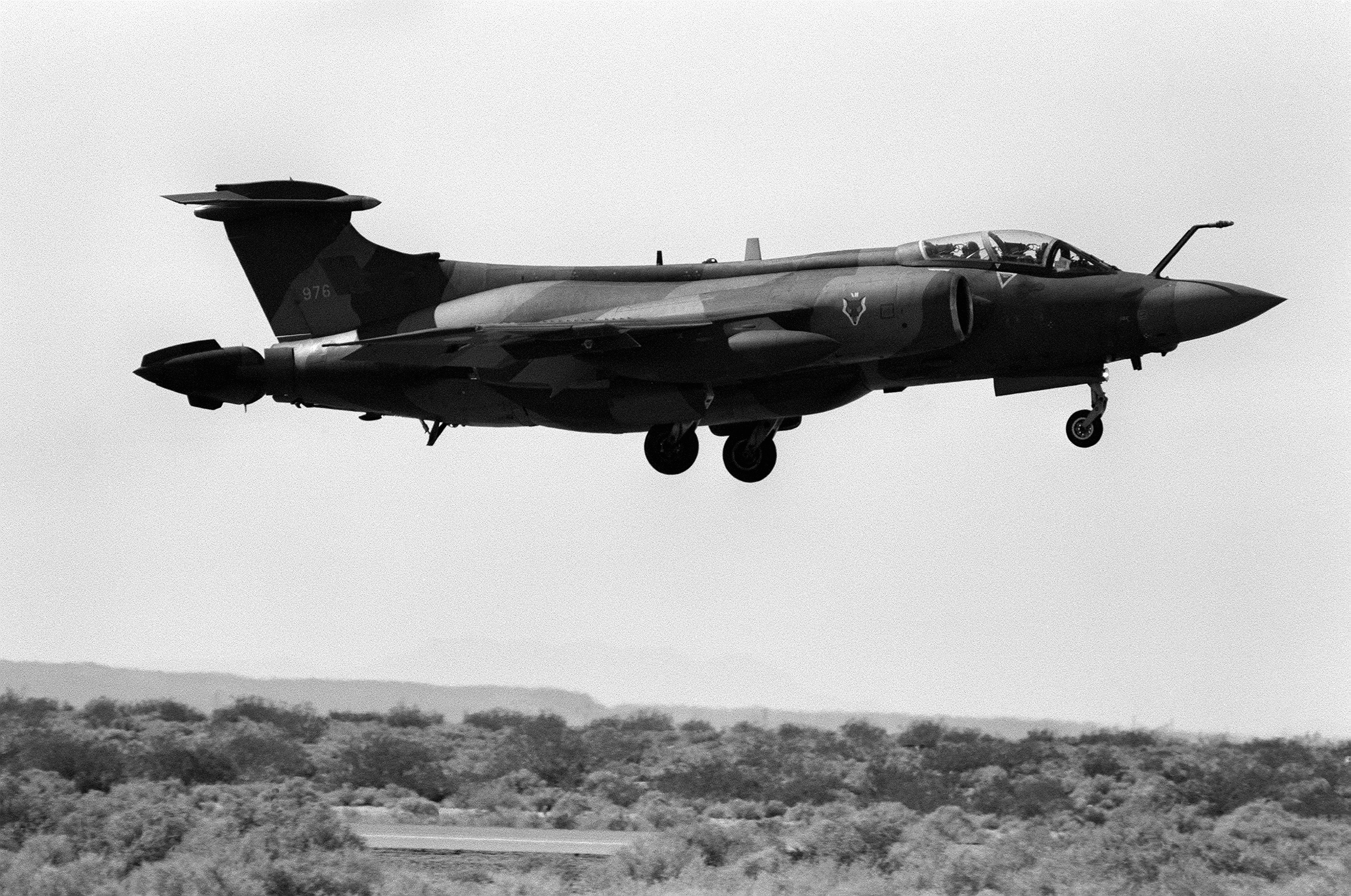
Buccaneer S.2B der No. 12 Squadron der RAF, 1981

Insgesamt flogen sechs Staffeln der Royal Air Force die Buccaneer. Die beiden Staffeln der RAF Germany (RAF Laarbruch, Januar 1971 bis Februar 1984, 15. und 16. Squadron) waren ebenso wie die 12. Squadron des Strike Command auf Tiefflug-Einsätze spezialisiert. Die 208. und 216. Squadron hingegen waren auf die Seezielbekämpfung spezialisiert, nachdem die großen Flugzeugträger der Royal Navy in den 1970er-Jahren außer Dienst gestellt worden waren, später übernahm die 12. Squadron diese Rolle von der die Buccaneer nicht mehr einsetzenden 216. Squadron.
Nach dem Beginn des Zweiten Golfkrieges im Januar 1991 gingen sechs britische Tornado GR1 bei Tiefflugangriffen verloren. Man entschied daher, die Angriffe aus Höhen von 5000 m bis 6000 m zu fliegen, wo die Tornados vor der irakischen Luftabwehr relativ sicher waren. Allerdings konnten sie ihre Bomben aus dieser Höhe nur „blind“ abwerfen. Daher brauchte man ein Flugzeug, das die Ziele für lasergelenkte Bomben markieren konnte. Das einzig verfügbare Flugzeug war die Buccaneer. Innerhalb von nur drei Tagen waren die ersten Flugzeuge auf dem Weg nach Bahrain. Insgesamt wurden zwölf Flugzeuge eingesetzt, die zwischen dem 26. Januar und dem 27. Februar 1991 250 Einsätze flogen. Dabei markierten sie die Ziele für 169 Paveway II-Bomben der Tornados und warfen 48 selbst ab. Am 17. März 1991 kehrten alle Flugzeuge wieder zu ihrer Basis RAF Lossiemouth in Schottland zurück.
Im März 1994 wurden die letzten Buccaneer der Royal Air Force bei der No. 208 Squadron außer Dienst gestellt.

### Südafrika
Die South African Air Force setzte ihre 15 Buccaneer S.50 vom Militärflugplatz Waterkloof bei Pretoria von 1965 bis 1991 ein. Drei flugfähige Exemplare gab es später noch bei der zivilen Betreiberin „Thunder City“ auf dem Cape Town International Airport, der Mitflüge organisiert hatte.

## Zwischenfälle
Vom Erstflug 1958 bis August 2021 kam es bei den 206 gebauten Blackburn Buccaneer zu 79 Totalschäden, davon 6 auf dem Gebiet der Bundesrepublik Deutschland. Bei 31 von allen Unfällen kamen 49 Besatzungsmitglieder ums Leben. Beispiele:
- Am 24. Januar 1973 verlor der Pilot einer Blackburn Buccaneer S.2B der britischen Royal Air Force (RAF) (Luftfahrzeugkennzeichen XW535) bei einem heftigen Ausweichmanöver im Tiefflug die Kontrolle über das Flugzeug. Beide Besatzungsmitglieder stiegen mit dem Schleudersitz aus. Die Maschine stürzte 17 Kilometer östlich der Basis RAF Gütersloh (Nordrhein-Westfalen) ab. Die beiden Besatzungsmitglieder überlebten den Unfall.[9]
- Am 18. August 1977 stürzte eine Blackburn Buccaneer S.2B der britischen Royal Air Force (RAF) (XX890) im Anflug auf die Basis RAF Laarbruch (NRW) ab, nachdem die beiden Besatzungsmitglieder mit dem Schleudersitz ausgestiegen waren. Vorausgegangen war ein Turbinenschaden, der einen Kontrollverlust verursachte. Die beiden Besatzungsmitglieder überlebten den Unfall.[10]

## Technische Daten

Dreiseitenriss der Buccaneer

| Kenngröße             | Blackburn Buccaneer S.1                                                              | Blackburn Buccaneer S.2B                            |
| --------------------- | ------------------------------------------------------------------------------------ | --------------------------------------------------- |
| Besatzung             | 2                                                                                    | 2                                                   |
| Länge                 | 19,33 m                                                                              | 19,33 m                                             |
| Spannweite            | 12,90 m                                                                              | 13,41 m                                             |
| Gesamtmasse           | 20.866 kg                                                                            | 28.000 kg                                           |
| Höchstgeschwindigkeit | 1038 km/h in Meereshöhe                                                              | 1074 km/h                                           |
| normale Reichweite    | ca. 1600 km                                                                          | 3700 km                                             |
| Triebwerke            | zwei Strahltriebwerke Bristol-Siddeley Gyron Junior Mk-101 mit je 3221 kp Standschub | zwei Triebwerke Rolls-Royce Spey mit je 49 kN Schub |

## Bewaffnung

### Interner Waffenschacht
Waffenzuladung bis zu 1814 kg Waffen, wobei bei voller Bewaffnung wegen der schwachen Triebwerke nur wenig Treibstoff mitgenommen werden konnte und somit kurz darauf eine Luftbetankung erfolgen musste,
Ungelenkte Bomben
- 4 × Royal Ordnance MC/GP Mk.10 (1000-lb-/454-kg-Freifallbombe)
- 4 × Royal Ordnance MC/GP Mk.20 (540-lb-/245-kg-Freifallbombe)
- 1 × Red Beard (25-kt-Nuklearbombe)
- 1 × WE.177 (fallschirmverzögerte 10-kt-Nuklearbombe)

Zusatzbehälter
- 1 × ausgebuchteter Zusatztank anstelle des Bombenschachtes für 2000 Liter Kerosin

### An Außenlaststationen
Waffenzuladung bis zu 5364 kg an vier Außenlaststationen
Luft-Luft-Lenkflugkörper
- 2 × LAU-7/A-Startschiene für je einen Raytheon AIM-9G/L „Sidewinder“ (infrarotgelenkt für Kurzstrecken)

Luft-Boden-Lenkflugkörper
- 4 × Hawker Siddeley (BAe) & Matra AS.37 „Martel“, Anti-Radar-Lenkflugkörper mit Raketenantrieb
- 3 × Hawker Siddeley (BAe) & Matra AJ.168 „Martel“, fernsehgelenkt
- 2 × Aérospatiale AS.30, optisch via Funk ferngelenkter (MCLOS) 520-kg-Lenkflugkörper mit Raketenantrieb
- 4 × BAe Dynamics P3T „Sea Eagle“, radargelenkter Seezielflugkörper

Ungelenkte Luft-Boden-Raketen
- 4 × MATRA 155-Raketen-Rohrstartbehälter (für je 18 × ungelenkte SNEB-Luft-Boden-Raketen, Kaliber 68 mm)
- 4 × Raketen-Rohrstartbehälter (für je 36 × ungelenkte Luft-Boden-Raketen, Kaliber 50 mm)

Gelenkte Bomben
- 1 × Mk.13/18 „Paveway II“ (lasergelenkte Gleitbombe 450 kg / 1000 lb analog der GBU-16C/B)

Ungelenkte Bomben
- 5 × Hunting BL755 (264-kg Panzerbekämpfungs-Streubombe)
- 5 × Royal Ordnance MC/GP Mk.10 (1000-lb-/454-kg-Freifallbombe)
- 4 × Bombenträgergestelle BRU-42 TER mit je 3 × Royal Ordnance MC/GP Mk.20 (540-lb-/245-kg-Freifallbombe)
- 2 × Lepus (80-kg-Leuchtbombe, erzeugt Beleuchtung mittels Magnesium, Fall verzögert durch Fallschirm)
- 1 × Red Beard (20-kt-Nuklearbombe)
- 2 × WE.177 (fallschirmverzögerte 10-kt-Nuklearbombe)

Zusatzbehälter
- 2 × fest montierte Zusatztank für 1.136 Liter / 300 U.S. Gallon Kerosin
- 2 × abwerfbarer Zusatztank für 1628 Liter / 430 U.S.-Gallonen Kerosin (nur S.50-Variante)
- 1 × AN/ALQ-101(V)-10-Elektronikstörbehälter
- 1 × Laser-Zielbeleuchtungsbehälter Westinghouse AN/ASQ-153\AN/AVQ-23E „Pave Spike“
- 1 × Luftbetankungsbehälter Flight Refueling Ltd M20 mit Schlauch (Buddy refuelling) für 636 Liter Kerosin
- 1 × Fotoaufklärungsbehälter mit sechs Fotoapparaten mit einem Blitzapparat
- 1 × Datenübermittlungsbehälter für Martel

### Selbstverteidigung
Aktive Maßnahmen
- 2 × Täuschkörper-Werfer Tracor AN/ALE-40 mit je 15 Täuschkörper-Patronen (bspw. MJU-7A/B-Hitzefackeln) mit 38 mm Breite und Länge oder 30 RR-170-Täuschkörper-Patronen mit 25 mm Breite und Länge

Passive Maßnahmen
- 4 × ARI.18228-Radarwarnempfänger im Seitenleitwerk und an den Tragflächen
- 4 × Radarwarnempfänger Sky Guardian 200 als Nachrüstung vor dem Golfkrieg

## Trivia
Dieses Flugzeug spielt in Frederick Forsyths Roman Cobra eine wichtige Rolle.